# Lista odcinków serialu Banshee
Poniżej znajduje się lista odcinków serialu telewizyjnego Banshee (serial telewizyjny) – emitowanego przez amerykańską stację telewizyjną  Cinemax od 11 stycznia 2013 roku do 20 maja 2016 roku. Powstały 4 serie, które składają się z 38 odcinków. W Polsce serial był emitowany od 2 marca 2013 roku do 21 maja 2016 roku przez stację Cinemax Polska.
| Sezon | Sezon | Odcinki | Oryginalna emisja | Oryginalna emisja | Oryginalna emisja | Oryginalna emisja | Oryginalna emisja |
| Sezon | Sezon | Odcinki | Premiera sezonu   | Finał sezonu      | Premiera sezonu   | Finał sezonu      |                   |
| ----- | ----- | ------- | ----------------- | ----------------- | ----------------- | ----------------- | ----------------- |
|       | 1     | 10      | 11 stycznia 2013  | 15 marca 2013     | 2 marca 2013      | 27 kwietnia 2013  |                   |
|       | 2     | 10      | 10 stycznia 2014  | 14 marca 2014     | 8 lutego 2014     | 12 kwietnia 2014  |                   |
|       | 3     | 10      | 9 stycznia 2015   | 13 marca 2015     | 7 lutego 2015     | 11 kwietnia 2015  |                   |
|       | 4     | 8       | 1 kwietnia 2016   | 20 maja 2016      | 2 kwietnia 2016   | 21 maja 2016      |                   |

## Sezon 1 (2013)
| Nr | #  | Tytuł                             | Reżyseria        | Scenariusz                         | Premiera Cinemax | Premiera Cinemax Polska |
| -- | -- | --------------------------------- | ---------------- | ---------------------------------- | ---------------- | ----------------------- |
| 1  | 1  | Pilot                             | Greg Yaitanes    | Jonathan Tropper & David Schickler | 11 stycznia 2013 | 2 marca 2013            |
| 2  | 2  | The Rave                          | SJ Clarkson      | Jonathan Tropper & David Schickler | 18 stycznia 2013 | 2 marca 2013            |
| 3  | 3  | Meet the New Boss                 | OC Madsen        | Jonathan Tropper & David Schickler | 25 stycznia 2013 | 9 marca 2013            |
| 4  | 4  | Half Deaf Is Better Than All Dead | Greg Yaitanes    | Jonathan Tropper & David Schickler | 1 lutego 2013    | 16 marca 2013           |
| 5  | 5  | The Kindred                       | SJ Clarkson      | Jonathan Tropper & David Schickler | 8 lutego 2013    | 23 marca 2013           |
| 6  | 6  | Wicks                             | OC Madsen        | Jonathan Tropper & David Schickler | 15 lutego 2013   | 30 marca 2013           |
| 7  | 7  | Behold a Pale Rider               | Dean White       | David Schickler                    | 22 lutego 2013   | 6 kwietnia 2013         |
| 8  | 8  | We Shall Live Forever             | Greg Yaitanes    | Jonathan Tropper                   | 1 marca 2013     | 13 kwietnia 2013        |
| 9  | 9  | Always the Cowboy                 | Miguel Sapochnik | Jonathan Tropper & David Schickler | 8 marca 2013     | 20 kwietnia 2013        |
| 10 | 10 | A Mixture of Madness              | Miguel Sapochnik | Jonathan Tropper & David Schickler | 15 marca 2013    | 27 kwietnia 2013        |

## Sezon 2 (2014)
| Nr | #  | Tytuł                    | Reżyseria      | Scenariusz       | Premiera Cinemax | Premiera Cinemax Polska |
| -- | -- | ------------------------ | -------------- | ---------------- | ---------------- | ----------------------- |
| 11 | 1  | Little Fish              | Greg Yaitanes  | Jonathan Tropper | 10 stycznia 2014 | 8 lutego 2014           |
| 12 | 2  | The Thunder Man          | Greg Yaitanes  | David Schickler  | 17 stycznia 2014 | 15 lutego 2014          |
| 13 | 3  | The Warrior Class        | OC Madsen      | Evan Dunsky      | 24 stycznia 2014 | 22 lutego 2014          |
| 14 | 4  | Bloodlines               | OC Madsen      | Evan Dunsky      | 31 stycznia 2014 | 1 marca 2014            |
| 15 | 5  | The Truth About Unicorns | Babak Najafi   | John Romano      | 7 lutego 2014    | 8 marca 2014            |
| 16 | 6  | Armies of One            | Babak Najafi   | John Romano      | 14 lutego 2014   | 15 marca 2014           |
| 17 | 7  | Ways to Bury a Man       | Loni Peristere | Doug Jung        | 21 lutego 2014   | 22 marca 2014           |
| 18 | 8  | Evil for Evil            | Loni Peristere | Doug Jung        | 28 lutego 2014   | 29 marca 2014           |
| 19 | 9  | Homecoming               | Greg Yaitanes  | Jonathan Tropper | 7 marca 2014     | 5 kwietnia 2014         |
| 20 | 10 | Bullets and Tears        | Greg Yaitanes  | Jonathan Tropper | 14 marca 2014    | 12 kwietnia 2014        |

## Sezon 3 (2015)
| Nr | #  | Tytuł                                     | Reżyseria            | Scenariusz                  | Premiera Cinemax | Premiera Cinemax Polska |
| -- | -- | ----------------------------------------- | -------------------- | --------------------------- | ---------------- | ----------------------- |
| 21 | 1  | The Fire Trials                           | Loni Peristere       | Jonathan Tropper            | 9 stycznia 2015  | 7 lutego 2015           |
| 22 | 2  | Snakes and Whatnot                        | Loni Peristere       | Halley Gross                | 16 stycznia 2015 | 14 lutego 2015          |
| 23 | 3  | A Fixer of Sorts                          | Magnus Martens       | Justin Britt-Gibson         | 23 stycznia 2015 | 21 lutego 2015          |
| 24 | 4  | Real Life is the Nightmare                | Magnus Martens       | Justin Britt-Gibson         | 30 stycznia 2015 | 28 lutego 2015          |
| 25 | 5  | Tribal                                    | Ole Christian Madsen | Adam Targum                 | 6 lutego 2015    | 7 marca 2015            |
| 26 | 6  | Last Rites                                | Ole Christian Madsen | Adam Targum                 | 13 lutego 2015   | 14 marca 2015           |
| 27 | 7  | You Can’t Hide From the Dead              | Greg Yaitanes        | Chris Kelley                | 20 lutego 2015   | 21 marca 2015           |
| 28 | 8  | All the Wisdom I Got Left                 | Greg Yaitanes        | Chris Kelley                | 27 lutego 2015   | 28 marca 2015           |
| 29 | 9  | Even God Doesn’t Know What to Make of You | Loni Peristere       | Jennifer Ames, Steve Turner | 6 marca 2015     | 4 kwietnia 2015         |
| 30 | 10 | We All Pay Eventually                     | Loni Peristere       | Jennifer Ames, Steve Turner | 13 marca 2015    | 11 kwietnia 2015        |

## Sezon 4 (2016)
12 lutego 2015 roku, stacja Cinemax zamówiła 4 serię
| Nr | # | Tytuł                                        | Reżyseria            | Scenariusz       | Premiera Cinemax | Premiera Cinemax Polska |
| -- | - | -------------------------------------------- | -------------------- | ---------------- | ---------------- | ----------------------- |
| 31 | 1 | Something Out of the Bible                   | Ole Christian Madsen | Jonathan Tropper | 1 kwietnia 2016  | 2 kwietnia 2016         |
| 32 | 2 | The Burden of Beauty                         | Ole Christian Madsen | Adam Targum      | 8 kwietnia 2016  | 9 kwietnia 2016         |
| 33 | 3 | JOB                                          | Everardo Gout        | Liz Saga         | 15 kwietnia 2016 | 16 kwietnia 2016        |
| 34 | 4 | Bloodletting                                 | Everardo Gout        | Chad Feehan      | 22 kwietnia 2016 | 23 kwietnia 2016        |
| 35 | 5 | A Little Late to Grow a Pair                 | Loni Peristere       | Liz Sagal        | 29 kwietnia 2016 | 30 kwietnia 2016        |
| 36 | 6 | Only One Way a Dog Fight Ends                | Jonathan Tropper     | Chad Feehan      | 6 maja 2016      | 7 maja 2016             |
| 37 | 7 | Truths Other Than the Ones You Tell Yourself | Ole Christian Madsen | Adam Tagum       | 13 maja 2016     | 14 maja 2016            |
| 38 | 8 | Requiem                                      | Ole Christian Madsen | Jonathan Tropper | 20 maja 2016     | 21 maja 2016            |